# Churqui Cañada
Churqui Cañada é uma comuna da província de Córdoba, na Argentina.